# Polyplectron napoleonis
El faisán de espolones de Palawan, espolonero de Palawan o espolonero Napoleón (Polyplectron napoleonis) es una especie de ave galliforme de la familia Phasianidae endémica de la isla filipina de Palawan. No se conocen subespecies.

## Descripción
El macho adulto es el miembro más parecido a un pavo real del género Polyplectron en apariencia. Tiene una cresta eréctil y un plumaje dorsal azul-violeta eléctrico, verde-turquesa metálico muy iridiscente . Su pecho y regiones ventrales son de color negro oscuro. Las rectrices son anchas, planas y rígidas. Sus bordes terminales son cuadrados. Cada penacho de cola y cubierta de cola superior está marcada con ocelos altamente iridiscentes que reflejan la luz . La cola se erige y se expande lateralmente junto con los cuerpos de las aves. El macho también levanta un ala y baja la otra, comprimiendo lateralmente el cuerpo durante la vinculación de la pareja, exhibiciones de cortejo y también puede ser una adaptación antidepredador .
La hembra es un poco más pequeña que el macho. Su plumaje de contorno es de color turbio limo. El manto y el pecho tienen una coloración sepia oscura. Las rectrices son esencialmente similares a las del macho, exhibiendo esbozos marcados y ocelos impresionantes. En todas partes, su plumaje es terroso y difícil de distinguir del sustrato y las ramas. Si bien tiene proporciones de cola similares a las del macho, sus marcas no son tan llamativas visualmente. Al igual que el macho, la hembra tiene una cresta corta y es blanquecina en la garganta, las mejillas y las cejas.
Los polluelos son vívidos de jengibre y canela con marcas amarillas prominentes. Los jóvenes de ambos sexos en el primer año se parecen mucho a sus madres. Los machos subadultos en su segundo año se parecen más a sus padres, pero el manto y las coberteras del ala están marcadas con bosquejos análogos a los ocelos en el plumaje de contorno de otras especies de pavo real y faisán.
Como otros pavos reales-faisanes, los machos de Palawan y algunas hembras exhiben múltiples espolones en el metatarso. Estos se utilizan en la defensa contra los depredadores, en busca de alimento en la hojarasca y en concursos con otros machos. El macho Palawan excava leves depresiones en las que orienta su cuerpo durante los comportamientos de exhibición postural. El pájaro vibra con fuerza mediante la estridulación de las púas rectrices. Esta señal comunicativa es tanto audible como una forma de comunicación sísmica .
Los pavo real-faisanes de Palawan son buenos voladores. Su vuelo es rápido, directo y sostenido.

## Distribución y hábitat[4]
Endémico de Filipinas , el faisán espolonero de Palawan se encuentra en los bosques húmedos de la isla de Palawan en la parte sur del archipiélago filipino.

## Taxonomía[5]
El faisán espolonero de Palawan, con su plumaje único y su rango distante, representa una rama basal (¿ Plioceno temprano , c.5-4 millones de años )  del género Polyplectron (Kimball et al. 2001). Se acepta ampliamente que la especie es monotípica, pero mientras algunos machos tienen supercilos blancos, lo que les da una apariencia de "doble barra" o enmascarada, otros carecen de este rasgo, exhibiendo caras oscuras, crestas más altas y densas y prominentes manchas blancas en las mejillas. Las aves con supercilias blancas a veces se clasifican como una subespecie distinta, nehrkornae. La forma de mejillas blancas puede habitar en un hábitat de bosque profundo con poca luz ambiental en un terreno ondulado, mientras que la forma enmascarada parece habitar un bosque más alto y abierto en un terreno más plano con mayor luz ambiental. Esta forma enmascarada exhibe una cresta abreviada, más compactada y altamente iridiscente. Las hembras de las dos formas respectivas exhiben una diferenciación análoga. La hembra de la forma enmascarada tiene un patrón más prominente y una cresta densa con un plumaje de contorno más pálido.
Durante mucho tiempo fue conocido como Polyplectron emphanum , pero el nombre Polyplectron napoleonis se le dio un año antes y tiene prioridad sobre el nombre más nuevo (Dickinson 2001).

## Comportamiento y ecología[6]
Los faisanes pavo son muy insectívoros y toman isópodos , tijeretas , larvas de insectos , moluscos , ciempiés y termitas , así como pequeñas ranas , drupas , semillas y bayas .
Son estrictamente monógamos, reanudando anualmente. La hembra suele poner hasta dos huevos. Ambos padres crían polluelos hasta por dos años. Los machos actúan como centinelas de los sitios de anidación y son muy belicosos durante el ciclo reproductivo.

## Estado y conservación
Debido a la pérdida constante de hábitat, el tamaño reducido de la población y el rango limitado, así como la caza y captura para el comercio, el faisán espolonero de Palawan está clasificado como vulnerable en la Lista Roja de Especies Amenazadas de la UICN. Está incluido en el Apéndice I de CITES .